# شول أوتولا

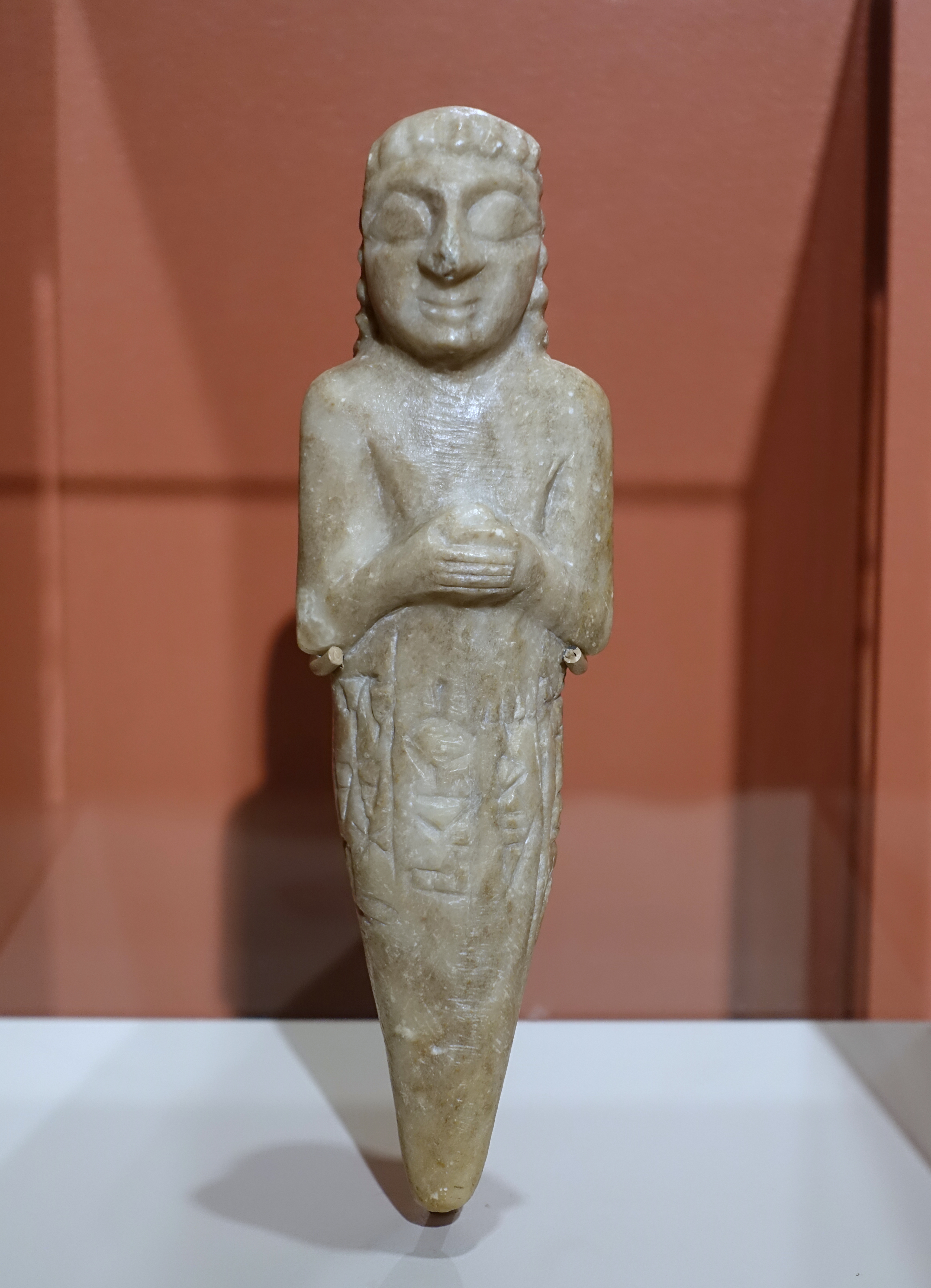
شول-أوتولا على شكل وتد أساس، مع نقش "أور- نانشي، ملك لجش، ابن جونيدو، بنى ضريح جيرسو"، ربما جيرسو، تل تيلوه، العراق، منتصف الألفية الثالثة قبل الميلاد. متحف هارفارد للسامية، كامبريدج، ماساتشوستس

شول أوتولا (بالسومرية: 𒀭𒂄𒀖𒇻، Dšul-utul) أو شول-أوتولا  كان الإله الشخصي لحكام سلالة أور نانشي في بلاد ما بين النهرين في لجش.  ويعني اسمه "الراعي الصغير" باللغة السومرية.
وعلى الرغم من دوره كإله شخصي للملوك، لم يكن شول-أوتولا يُعتبر إلهًا مرتبطًا بالحكم، ومن المحتمل أن دوره كان مرتبطًا بدلاً من ذلك بالحظ الشخصي. ومن الممكن أيضًا أنه، على غرار نينشوبور، كان يُتصور أنه قادر على التوسط مع الآلهة الأعلى مرتبة نيابة عن البشر تحت حمايته. تذكر إحدى الوثائق أنه ساعد الملوك في بناء المعابد في جيرسو. وقد تم ذكره في النقوش بالاشتراك مع حكام مثل إنتيمينا وإيناتوم.
غالبًا ما يتم توثيق وجود شول-أوتولا بالارتباط بمعابد الآلهة الأخرى. يُفترض أن سبعة تماثيل أساسية من معبد إيبجال، والتي كُرِّست لإنانا، هي صور لشول -أوتولا.  وكان يُعبد أيضًا في إيماه (بالسومرية: "البيت المرتفع")، وهو ضريح نانشي يقع في جيرسو.
الشهادة المؤكدة الوحيدة لشول أوتولا من فترة أور الثالثة هي الاسم الشخصي أو-شول-أوتولا. لا يوجد أي منها معروفًا من فترات لاحقة.